# Scharmer-Oostpolder
De Scharmer-Oostpolder is een voormalig waterschap in de provincie Groningen.
Het schap lag ten zuidoosten van Scharmer. De noordwestgrens lag bij de Goldberglaan en het verlengde daarvan van de Borgweg, de noordgrens liep vanaf de bocht in de Goldbergweg naar de Scharmer Ae, zuidoostgrens lag bij de Scharmer Ae en zuidelijker op ongeveer 300 m oostelijk van de Goldberglaan en het verlengde daarvan tot de Borgweg, de zuidwestgrens lag bij de Borgweg. De molen van de polder sloeg uit op een scheepvaartkanaal, dat uitkwam op de Scharmer Ae. Dit scheepvaartkanaal was voor de ingelanden van belang voor het vervoer van goederen. Ook delen van de Rozenburger- en de Tilburgpolder vervoerden via het kanaal. Vandaar dat 25 ha in beide polder administratief tot het waterschap behoorden en meebetaalden voor dit kanaal.
Waterstaatkundig gezien ligt het gebied sinds 2000 binnen dat van het waterschap Hunze en Aa's.